# Слама
Слама е вторичен продукт, остатъчна суровина, получена от изсушените стъбла на житни растения и бобови зърнени култури (ориз, ръж, пшеница, ечемик) след отстраняване на зърното. Могат да се ползват и стъблата на лен и коноп. За по-лесно складиране се пресова и балира ръчно или машинно във формата на кубове или рула.

## Приложения на сламата
- Като храна – сламата се използва за изхранване на домашните преживни животни (предимно говеда) и еднокопитни животни (коне и магарета). Хранителната и стойност е много ниска, но служи като обемна част от ежедневната дажба на животните. За подобряване на преработката ѝ от организма тя предварително се обработва, чрез смилане, нарязване, запарване и дори добавяне на химически съединения. От етиологична гледна точка увеличеното количество слама в дажбата съпроводено с ниско качество (например плесенясване), замърсяване на сламата и липса на сочни фуражи са предпоставка за развитие на обстипация на книжката при говедата[1] и обстипация на червата при коня[2].
- Суровина при производството на биогориво
- В някои краища на света все още се използват матраци и дюшеци за спане, напълнени със слама
- Изработка на сламени шапки, обувки и кошници
- За направа на покриви, предимно на селскостопански постройки
- За декорация
- Суровина при производството на хартия
- Строителство на къщи